# Rachačky
Rachačky (německy Rohačkau) jsou osada, součást města Kamenice nad Lipou v okrese Pelhřimov v kraji Vysočina. Nachází se asi 4 km jihozápadně od Kamenice nad Lipou a asi 23 km jihozápadně od centra Pelhřimova.
V Rachačkách je registrováno deset čísel popisných: 17, 18, 19, 20, 21, 31, 40, 84, 90 a 93. Severně protéká Vodenský potok, východně řeka Kamenice. Nedaleko prochází železniční trať a nachází se zde železniční zastávka Rodinov. Jediná zpevněná silnice vede do Rachaček z Vodné.